# نتريد البيريليوم
نتريد البيريليوم مركب كيميائي له الصيغة Be3N2، ويكون على شكل مسحوق بلوري أبيض إلى أصفر أو رمادي.

## التحضير
يحضّر نتريد البيريليوم من تفاعل فلز البيريليوم مع الأمونياك (غاز النشادر) وذلك عند درجة حرارة تبلغ 1100 °س.
{\displaystyle \mathrm {6\ Be+2\ NH_{3}\longrightarrow 2\ Be_{3}N_{2}+3\ H_{2}} }
كما يمكن أن يحضر من التفاعل المباشر لعنصري البيريليوم والنتروجين عند درجات حرارة تتراوح بين 1100 و 1500 °س.
{\displaystyle \mathrm {3\ Be+N_{2}\longrightarrow Be_{3}N_{2}} }
يحصل على نتريد البيريليوم كناتج ثانوي لتفاعل احتراق البيريليوم في الهواء وذلك بالإضافة إلى أكسيد البيريليوم.

## الخواص
يتفاعل نتريد البيريليوم مع كل من الأحماض والقواعد محرّراً غاز الأمونياك  وذلك وفق المعادلات:
{\displaystyle \mathrm {Be_{3}N_{2}+6\ HCl\longrightarrow 3\ BeCl_{2}+2\ NH_{3}} }
{\displaystyle \mathrm {Be_{3}N_{2}+6\ NaOH\longrightarrow 3\ Na_{2}BeO_{2}+2\ NH_{3}} }
كما يحدث له تفاعل حلمهة، ويتحرر الأمونياك حينها ببطء:
{\displaystyle \mathrm {Be_{3}N_{2}+6\ H_{2}O\longrightarrow 3\ Be(OH)_{2}+2\ NH_{3}} }
تحدث للمركب عملية تسامي عند تسخينه تحت الفراغ إلى درجات حرارة تتجاوز 2000 °س.
يوجد المركّب في شكلين مختلفين بالنسبة للبنية البلورية، وهما الشكلان ألفا وبيتا. يكون للشكل α بنية بلورية حسب النظام البلّوري المكعّب وذلك بنمط معاكس ومشوّه لبنية الفلوريت، ويكون ثابت الشبكة البلورية a = 81.452 بيكومتر، والزمرة الفراغية Ia3. في حين أنّ للنمط β نظام بلوري سداسي والزمرة الفراغية P63/mmm. يحدث تحوّل من النمط ألفا α إلى النمط بيتا β عند التسخين إلى درجات حرارة تصل إلى 1450 °س.

## الاستخدامات
يستخدم نتريد البيريليوم كمادة حرارية خزفية في المفاعلات النووية.

## احتياطات الأمان
إن البيريليوم ومركباته الكيميائية هي مواد سامّة ومسرطنة، حيث يمكن أن تسبب مرض التسمم بالبيريليوم. لذا ينبغي أخذ الحيطة والحذر عند التعامل مع هذه المركبات.